# Поправка (річка)
По́правка — річка в Україні, в межах Білоцерківського та  Рокитнянського районів Київської області. Ліва притока Черні (басейн Дніпра).

## Опис
Довжина 27 км, площа басейну 141 км². Річна типово рівнинна. Долина коритоподібна, завширшки до 2,5 км, завглибшки до 30 м. Заплава місцями заболочена, завширшки до 200 м. Річище слабозвивисте, завширшки до 2 м. Похил річки 1,3 м/км. Є кілька ставків.

## Розташування
Бере початок у селі Межове. Тече спершу на північний схід, північніше села Черкас повертає від прямим кутом на південний схід, у пригирловій частині тече на схід/північний схід. Впадає до Черні біля села Троїцьке.